# Episodi di Guardia costiera (seconda stagione)
La seconda stagione della serie televisiva Guardia costiera è stata trasmessa in anteprima in Germania dalla ZDF tra il 7 aprile 1999 e il 9 giugno 1999.
| nº | Titolo originale       | Titolo italiano | Prima TV Germania | Prima TV Italia |
| -- | ---------------------- | --------------- | ----------------- | --------------- |
| 1  | Meuterei auf der Càdiz |                 | 7 aprile 1999     |                 |
| 2  | Das trojanische Pferd  |                 | 14 aprile 1999    |                 |
| 3  | Ganoven an Bord        |                 | 21 aprile 1999    |                 |
| 4  | Verrat                 |                 | 28 aprile 1999    |                 |
| 5  | Die Flucht             |                 | 5 maggio 1999     |                 |
| 6  | Der Piratensender      |                 | 12 maggio 1999    |                 |
| 7  | Blinder Passagier      |                 | 19 maggio 1999    |                 |
| 8  | Promille am Ruder      |                 | 26 maggio 1999    |                 |
| 9  | Mitten ins Herz        |                 | 2 giugno 1999     |                 |
| 10 | Unsichtbarer Feind     |                 | 9 giugno 1999     |                 |